# Chim Biak
Chim Biak hay còn gọi là Chim Biak megapode (Danh pháp khoa học: Megapodius geelvinkianus) là một loài chim trong họ Megapodiidae. Nó chỉ được tìm thấy trên các đảo Biak, Mios Korwar, Numfor, Manim và Mios Numin ở vùng Tây Papua của Indonesia.

## Đặc điểm
Đây là một loài chim cỡ vừa, tầm vóc của loài chim này đo 36 cm (14 in). Bề ngoài bộ lông của nó là màu xám chủ yếu tối. Nó có một đỉnh nhỏ và có màu hơi đỏ hoặc hơi xanh mặt. Chân có màu đỏ hoặc màu xám đen Môi trường sống tự nhiên của chúng là rừng ẩm vùng đất thấp nhiệt đới hoặc cận nhiệt đới và vùng cây bụi nhiệt đới hoặc cận nhiệt đới. Nó hiện đang bị đe dọa do mất môi trường sống. Một số nhà phân loại học coi đây là một phân loài của Megapodiidae, những người khác lại coi nó là một phân loài của loài Megapodius reinwardt, nhưng ngày càng được xem xét như là một loài riêng biệt.